# Phrynobatrachus batesii
Espèce
Synonymes
- Arthroleptis batesii Boulenger, 1906

Statut de conservation UICN

 LC  : Préoccupation mineure
Phrynobatrachus batesii est une espèce d'amphibiens de la famille des Phrynobatrachidae.

## Répartition
Cette espèce se rencontre dans le sud du Cameroun, au Gabon, en Guinée équatoriale, dans le Sud Ghana et au Nigeria. Sa présence est incertaine au Bénin et au Togo.

## Description
Phrynobatrachus batesii mesure environ 30 mm.

## Étymologie
Cette espèce est nommée en l'honneur de George Latimer Bates.

## Publication originale
- Boulenger, 1906 : Descriptions of new batrachians discovered by Mr. G.L. Bates in South Cameroon. Annals and Magazine of Natural History, sér. 7, vol. 17, p. 317-323 (texte intégral).